# Gnash
Gnash és un reproductor de Flash lliure que forma part del Projecte GNU. Els programadors pretenen escriure un reproductor que pugui funcionar separat i una extensió pel Mozilla Firefox i el Konqueror. Posteriorment s'escriuran extensions per altres navegadors. El fet d'escriure un reproductor de Flash lliure fa anys que és una prioritat del projecte GNU, ja van demanar ajuda pel projecte GPLFlash.

## Història
Gnash és un fork del codi de domini públic del projecte GameSWF amb llicència GPL. El projecte va ser anunciat per John Gilmore i el seu desenvolupador principal és Rob Savoye.

## Detalls tècnics
Igual que GameSWF, alguns renderitzats fets per Gnash necessiten OpenGL. El projecte s'està fent amb C++, a diferència de molts projectes GNU que estan escrits amb C o Lisp.
Els arxius tipus Flash consisteixen generalment en dos tipus d'arxiu, SWF (vectors gràfics animats) o FLV (Flash video). Actualment Gnash pot reproduir arxius SWF fins a la versió 7, i algunes característiques de les últimes versions (8 i 9). Pot reproduir vídeos en format FLV de llocs tan reconeguts com YouTube o MySpace. FLV requereix la instal·lació en el sistema de FFmpeg o GStreamer.
L'objectiu dels desenvolupadors és ser el més compatible possible amb el reproductor propietari, però Gnash pretén oferir algunes característiques especials no disponibles a altres reproductors, per expemple, és possible utilitzar bibiloteques de funcions extra per a Action Script, com compatibilitat amb MySQL o accés al sistema de fitxers prèvia compilació i activació per motius de seguretat.
SISTEMES OPERATIUS: x86, AMD64, MIPS/Irix, PowerPC GNU/Linux y NetBSD, OpenBSD o FreeBSD. Adobe no proporciona un reproductor oficial per a cap de les anteriors plataformes, a part de GNU/Linux x86.